# أولتن (إيطاليا)
أولتن ( تُلفظ بالألمانية: [ˈʊltn̩] ؛ (بالإيطالية: Ultimo)‏ ‎[ˈultimo]‏ ) هي بلدية (بلدية) في جنوب تيرول في شمال إيطاليا ، وتقع تقريبًا على بعد حوالي 35 كيلومتر (22 ميل) من غرب بولزانو .

## تاريخيًا

### معطف الاذرع
الدرع حفلة لكل شاحب من الارجنت ؛ الجزء الأول يظهر نصف نسر تيرول . الجزء الثاني متدرج حسب سمور السمور و argent . إنه ذراعي Counts Eschenlch ويمثل النسر التيرولي العضوية في تيرول. مُنحت الشارة عام 1967.

## مجتمع

### التوزيع اللغوي
وفقًا للتعداد السكاني في عام 2011 ، يتحدث 99.40٪ من السكان الألمانية ، و 0.53٪ إيطاليون و 0.07٪ لادن كلغة أولى.

## روابط خارجية
- باللغة الألمانية Homepage of the municipality